# Boguchansky (huyện của vùng Krasnoyarsk)
Huyện Boguchansky (tiếng Nga: ? райо́н) là một huyện hành chính tự quản (raion), của Vùng Krasnoyarsk, Nga. Huyện có diện tích 54062 kilômét vuông. Trung tâm của huyện đóng ở Boguchany.